# Jake Neighbours
Jake Neighbours (Airdrie, Alberta, 29 de marzo de 2002) es un jugador profesional canadiense de hockey sobre hielo que se desempeña en la posición de extremo izquierdo en St. Louis Blues, equipo de la National Hockey League (NHL).

## Carrera
Fue seleccionado en la primera ronda en la NHL Entry Draft de 2020. En 2021 hizo su debut profesional con el equipo St. Louis Blues, donde lleva jugando tres temporadas.